# Бубнов, Григорий Георгиевич
Григорий Георгиевич Бубнов (род. 9 марта 1970, Москва) — российский экономист, бывший ректор и президент Московского технологического института, бывший президент Moscow Business School, член-корреспондент РАЕН, доктор экономических наук, Президент IMD Alumni Club of Russia, член правления «Физтех-Союз».

## Биография
Родился 9 марта 1970 года в Москве.
В 1987 году окончил математический класс московской 57 школы.
В 1993 году окончил Московский физико-технический институт по специальности «Прикладная физика и математика», квалификация «Инженер-физик».
В 1997 году защитил кандидатскую диссертацию на тему «Предпринимательство в развитой рыночной экономике и в переходный период».
С 1999 года по 2010 год был главным акционером «Банк Пушкино».
Бывший акционер банков «Ист Бридж Банк», «Русский Купеческий Банк» и «Файненшл Бридж».
В 2002 году защитил докторскую диссертацию на тему: «Предпринимательство и его роль в экономическом возрождении России». Согласно анализу Диссернет докторская диссертация Бубнова 2002 года содержит масштабные недокументированные заимствования из нескольких кандидатских диссертаций и книги, опубликованных в 1998—2001 годы.
На протяжении последних 15 лет принимал участие в создании более 20 коммерческих, финансовых и некоммерческих организаций, а также в управлении более чем 30 организациями, в их числе: Московский Университет имени С. Ю. Витте, Московский технологический институт, «Физтех XXI», Центр «Высшая школа системного инжиниринга МФТИ», ООО «НПП Медолит», ООО «Нью Лайн Телеком» и другие. Автор и соавтор более 30 цитируемых научных работ.

## Семья
Имеет троих детей. Живёт в городе Прага, Чехия.